# Рошія-Жіу
Рошія-Жіу (рум. Roșia-Jiu) — село у повіті Горж в Румунії. Входить до складу комуни Феркешешть.
Село розташоване на відстані 237 км на захід від Бухареста, 18 км на південний захід від Тиргу-Жіу, 81 км на північний захід від Крайови.

## Населення
За даними перепису населення 2002 року у селі проживали 795 осіб, з них 793 особи (99,7%) румунів. Рідною мовою 793 особи (99,7%) назвали румунську.